# هارولد بلک مور
هارولد بلک مور (انگلیسی: Harold Blackmore؛ ۱۳ مه ۱۹۰۴ – ۱۹۸۹ (۸۴−۸۵ سال)) بازیکن فوتبال اهل بریتانیا بود.
از باشگاه‌هایی که در آن بازی کرده‌است می‌توان به باشگاه فوتبال برافورد پارک آونیو، باشگاه فوتبال بولتون واندررز، باشگاه فوتبال بری، باشگاه فوتبال اکستر سیتی، و باشگاه فوتبال میدلزبرو اشاره کرد.